# Wilhelmsplatz (Offenbach am Main)
Der Wilhelmsplatz in Offenbach am Main wird seit 1903 als Standort für den Offenbacher Wochenmarkt genutzt, der dreimal die Woche stattfindet. Er ist fast ausschließlich von Altbauten umgeben und wird an den beiden Längsseiten (Ost- und Westseite) von Kastanienbäumen gesäumt. Am nordwestlichen Rand des Platzes befindet sich eine lebensgroße Statue des Streichholzkarlchens.
Das den Platz dominierende Marktwärterhaus ist Kulturdenkmal nach dem Hessischen Denkmalschutzgesetz.

## Geschichte

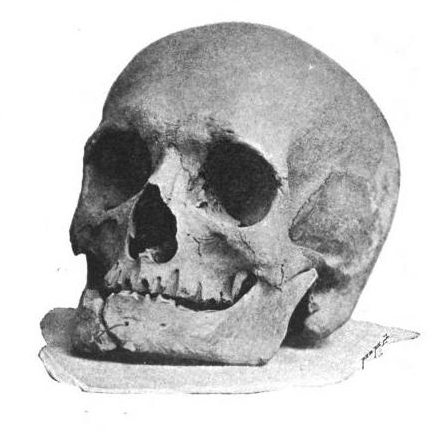
Schädel Jakob Joseph Franks, 1866 geborgen aus seinem Grab auf dem ehem. Stadtfriedhof Offenbach (heute: Wilhelmsplatz); Fotografie von A. Kraushar, 1894

Auf dem Gelände des heutigen Wilhelmsplatzes befand sich ehemals der Friedhof der Stadt Offenbach. Die Gräber der Frankistenhäupter auf dem Offenbacher Stadtfriedhof, insbesondere die heilig geachteten Gräber Jakob Joseph Franks und Eva Franks dienten den Frankisten lange als Wallfahrtsstätte. Geheime Wegzeichen in grüner Farbe zeigten die Lage der Gräber an und wiesen auf die sabbatianische Wertschätzung dieser Farbe hin.
Die letzte Beerdigung auf dem Stadtfriedhof fand im Jahre 1832 statt, nachdem der Alte Friedhof an der Friedhofstraße als Ersatz für den ehemaligen Stadtfriedhof am heutigen Wilhelmsplatz angelegt wurde. Bei der Umebnung des Offenbacher Stadtfriedhofs 1866 öffnete man die Gräber Jakob und Eva Franks. Den Schädel Jakob Franks nahm der Offenbacher Heimatforscher Emil Pirazzi an sich und ließ ihn noch einige Jahrzehnte auf seinem Bücherschrank stehen. Aleksander Kraushar, der bei seinen Recherchen 1894 Offenbach besuchte, machte ein Foto davon (s. Bild links).
Ab 1868 hielt man auf dem Platz, der nun zur Unterscheidung zum eigentlichen zentralen Marktplatz den Namen Neumarkt erhielt, einen Viehmarkt ab. 1876 wurde der Platz zu Ehren von Kaiser Wilhelm I. benannt und erhielt 1887 eine Kaisereiche mit Gedenkstein – beides wurde 1925 wieder entfernt. Ab 1903 verlagerte die Stadt den Offenbacher Wochenmarkt vom Marktplatz auf den Wilhelmsplatz. Der Marktplatz verlor dadurch seine zentrale Funktion als Handelsplatz. 1911 wurde an der Nordseite das Marktwärterhaus (Markthäuschen) als Unterstand für den Marktmeister errichtet. Dieses Gebäude ist in seiner ursprünglichen Form erhalten und wird heute als Apfelweingaststätte genutzt. Es steht unter Denkmalschutz.
Am Karfreitag 1919 nahm am Wilhelmsplatz der Karfreitagsputsch seine Anfänge. Kommunistische Kräfte versammelten dort bei einer Kundgebung rund 2.000 Menschen. Nachdem Mitglieder der Kommunistischen Partei Deutschlands die Massen aufgewiegelt hatten, zogen diese in die Bieberer Straße und versuchten, die Kaserne des 5. Großherzoglich-Hessischen Infanterie-Regimentes Nr. 168 zu stürmen.
In der Zeit des Nationalsozialismus erhielt der Wilhelmsplatz den Namen Platz der SA. Nach Beendigung des Zweiten Weltkrieges führte man den alten Namen Wilhelmsplatz wieder ein.

## Heutige Nutzung

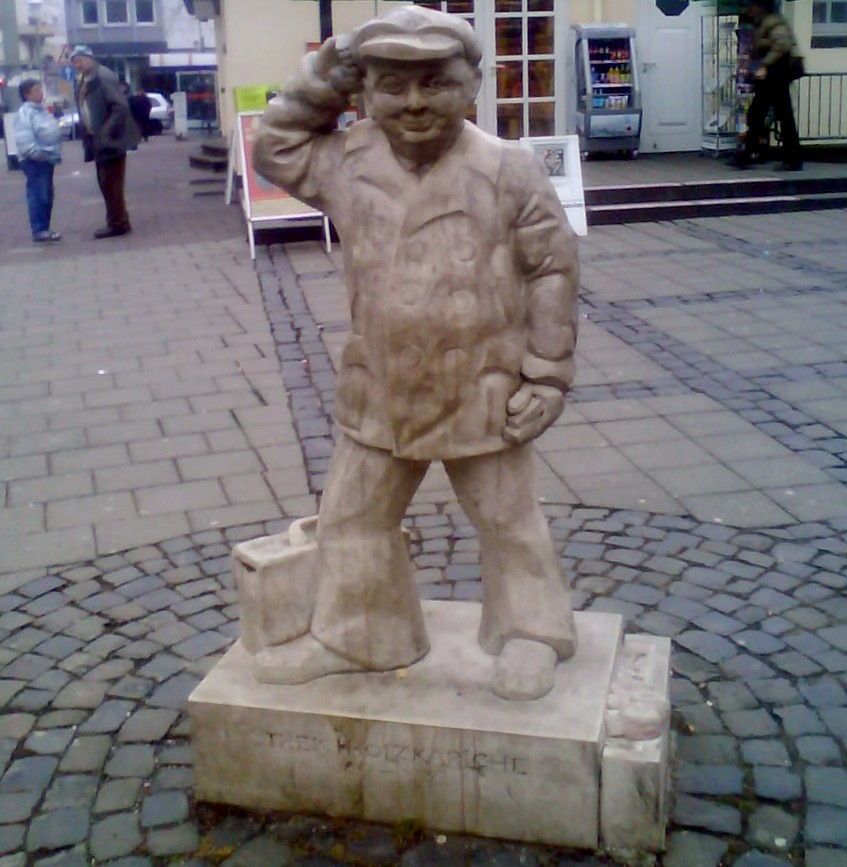
Das Streichholzkarlchen

Dreimal in der Woche findet auf dem Wilhelmsplatz der Offenbacher Wochenmarkt statt. Dauerhaft findet sich dort viel Gastronomie mit Sitzmöglichkeiten direkt draußen am Wilhelmsplatz. Ein kleiner Teil des Wilhelmsplatzes wird als PKW-Parkplatz genutzt, ansonsten sind die zwei der den Wilhelmsplatz umfassenden Straßen verkehrsberuhigt und als Fußgängerzone deklariert. Mehrmals im Jahr finden auf dem Wilhelmsplatz Feierlichkeiten wie der Künstlermarkt oder das Kulturfest der Nationen statt.
Im Zeitraum von September 2009 bis Mai 2011 wurde der Platz umgestaltet. Mit der 1,7 Millionen Euro teuren Baumaßnahme ging eine Neuordnung des Platzes einher, bei der ein Teil der PKW-Abstellflächen wegfiel. Bei den Arbeiten zur Umgestaltung des Platzes stieß man etwa 1,20 Meter unter dem heutigen Platzniveau auf drei Grüfte mit gemauerten Gewölbedecken und Bodenplatten aus rötlichem Stein. Dabei handelte es sich wohl um Grabstätten, welche bei der Einebnung des ehemaligen Friedhofs nicht abgeräumt wurden. Die vorgefundenen Gebeine wurden auf den Offenbacher Alten Friedhof umgebettet.

## Markthäuschen

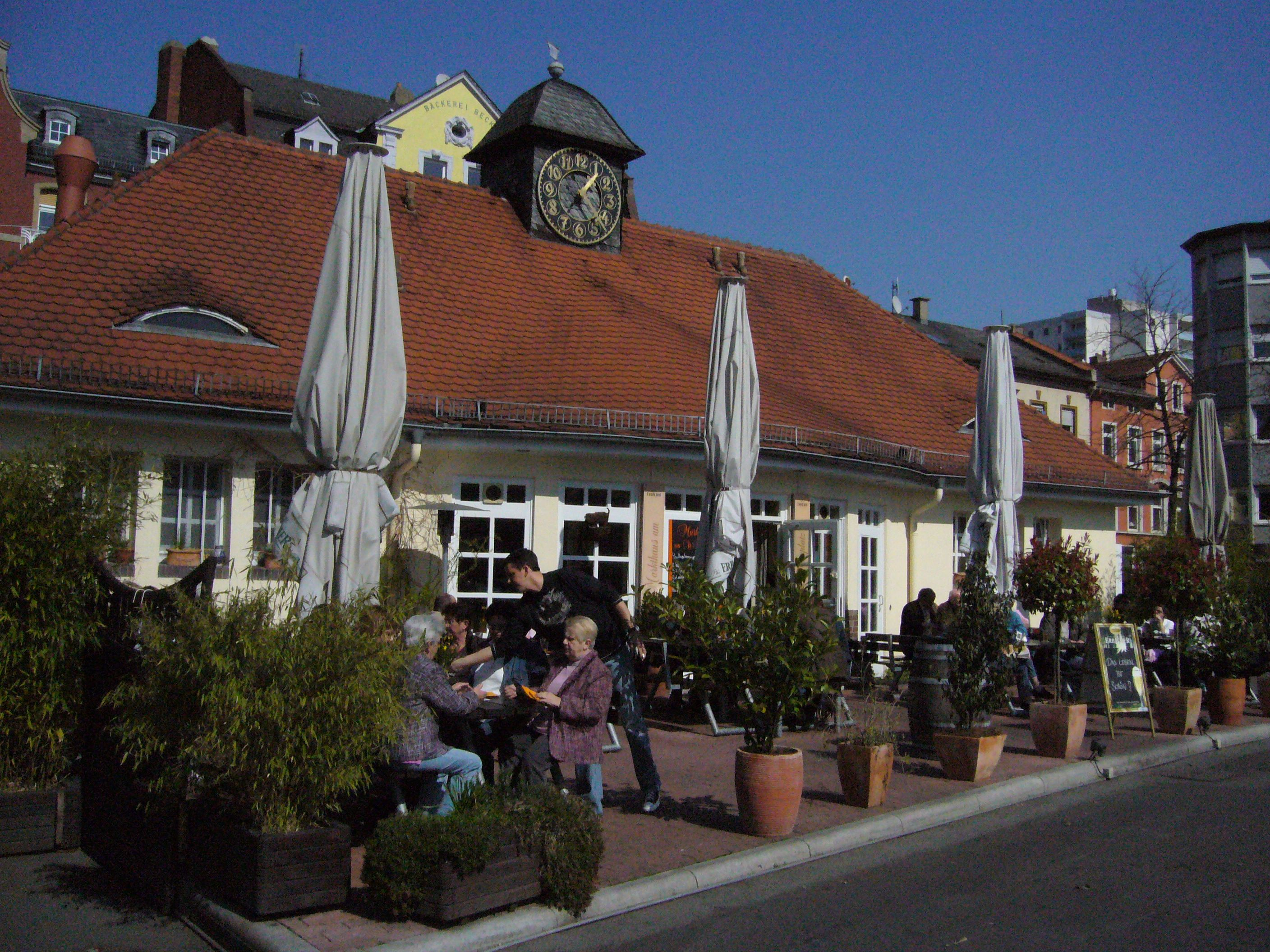
Das Markthäuschen, beliebter Treffpunkt am Wilhelmsplatz in Offenbach am Main

An der Nordseite des Wilhelmsplatzes wurde in den Jahren 1910 bis 1911 das Markthäuschen nach den Plänen des Stadtbauinspektors Weil errichtet. Das Bauwerk wurde mit Toilettenanlagen, Polizeiwache, Marktmeisterdienst und Sanitätswache eingerichtet. Das Gebäude ist ein breit gelagerter, eingeschossiger Bau mit mächtigem Walmdach, welches von einem Uhrtürmchen bekrönt ist. Zur Platzseite weist es eine glatte Putzfassade mit Fenster- und Türöffnungen auf. An der Seite zur Bieberer Straße findet sich ein Brunnen aus Sandstein. Im Dach des Markthäuschen sind wenige kleine Öffnungen durch abgeschleppte Dachgauben eingebracht. Seit 1986 erfolgt eine Umnutzung durch Kiosk und Gaststätte.
Das Gebäude steht unter Denkmalschutz.